# Добривода (Польща)
Добривода (Добровода, пол. Dobrowoda) — село в Польщі, у гміні Кліщелі Гайнівського повіту Підляського воєводства. Населення — 225 осіб (2011).

## Історія
Вперше згадується у 1560 році. У минулому село було передмістям Кліщель. У першій половині XIX століття в Добриводі діяла церковна школа, яка була заснована з ініціативи кліщелівського настоятеля Антона Сосновського. У 1975—1998 роках село належало до Білостоцького воєводства.

## Демографія
Демографічна структура станом на 31 березня 2011 року:
|          | Загалом | Допрацездатний вік | Працездатний вік | Постпрацездатний вік |
| -------- | ------- | ------------------ | ---------------- | -------------------- |
| Чоловіки | 112     | 22                 | 74               | 16                   |
| Жінки    | 113     | 18                 | 59               | 36                   |
| Разом    | 225     | 40                 | 133              | 52                   |

## Релігія
У селі розташовані церква святої Параскеви та каплиця на цвинтарі. У Добриводі щороку 14 жовтня проводиться храмове свято (яке називають «отпуст» або «пристольний празник») під час святкування Покрови.

## Культура
У Добриводі діє фольклорний самодіяльний колектив.

## Галерея

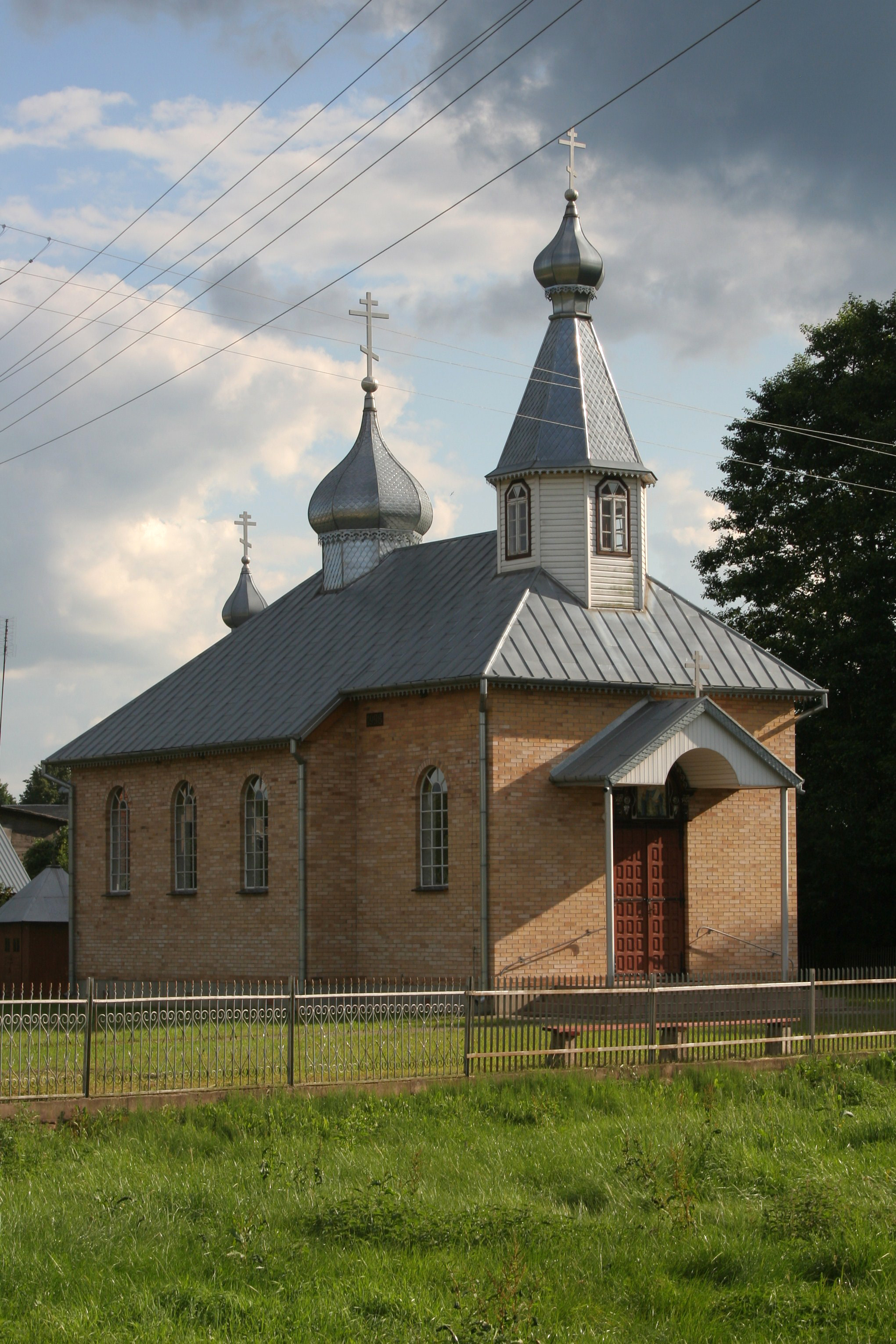
Православна церква святої Параскеви
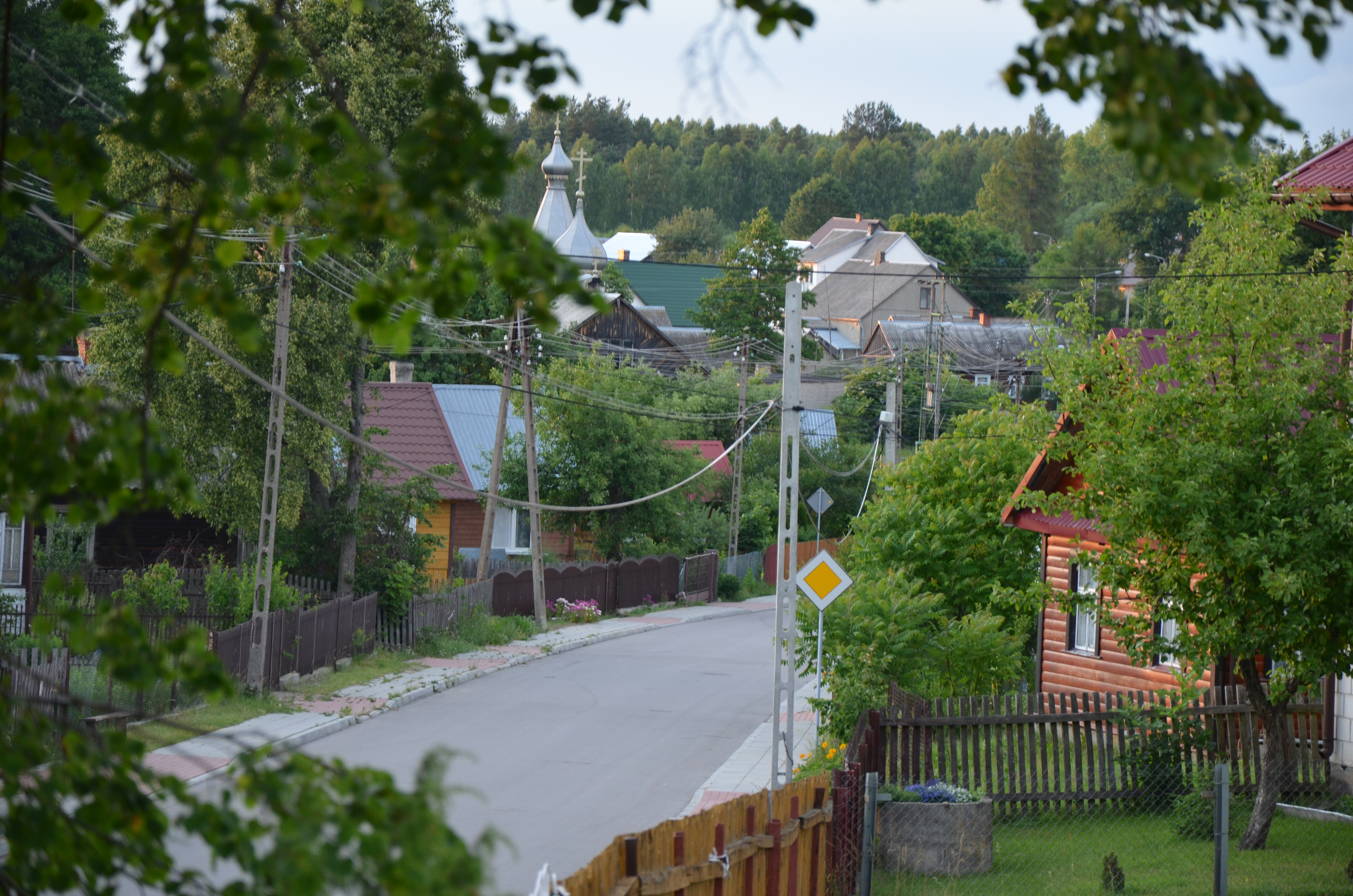
Головна вулиця